# Seznam nacisty vyhlazených sídel
Toto je neúplný seznam sídel, které byly v průběhu druhé světové války vyhlazeny nacisty.
Vesnic, které byly vydrancovány a jejich obyvatelé byli umučeni, je několik stovek. Největší množství se nachází v Bělorusku, kdeokupanti přeměnili v ruiny 209 měst a okresních středisek a spálili 9200 vesnic. Zahynulo 2 230 000 osob. Dodejme, že další tři milióny zůstaly bez přístřeší a materiální škody dosáhly 75 miliard rublů ve státních cenách z roku 1941. Dále na území dnešní Ukrajiny, kde byly masakry odplatou za skutečnou či smyšlenou spolupráci s ukrajinskými partyzánskými oddíly nebo s Ukrajinskou povstaleckou armádou. Více než stovka sídel byla zlikvidovaná také na území dnešního Slovenska. Na území dnešní České republiky bylo vyhlazeno celkem sedm[rozpor] vsí. První z nich byly Lidice, které jsou také nejznámější. V případě Lidic se jednalo o vyhlazení obce jako pomstu za spáchání atentátu na Reinharda Heydricha, obyvatelé vesnice však s atentátem neměli nic společného. Z iniciativy Památníku Lidice bylo v roce 2009 uzavřeno Memorandum o vzájemné spolupráci vypálených obcí na území České republiky.

## Sídla na území České republiky
- Lidice, 10. června 1942 (článek o vyhlazení)
- Ležáky, 24. června 1942
- Životice, 6. srpna 1944 (Životická tragédie)
- Zákřov, 18.-20. dubna 1945
- Ploština, 19. dubna 1945
- Prlov, 23. dubna 1945
- Přestavlky, 1. května 1945
- Vařákovy paseky, 2. května 1945
- Javoříčko, 5. května 1945
- Leskovice, 5. a 6. května 1945
- Konětopy, 8. května 1945
- Lejčkov, 9. květen 1945

## Sídla na území Slovenské republiky
- Tokajík, 19.-20. listopadu 1944
- Veľká Domaša, 20. listopadu 1944
- Jakušovce, 21. listopadu 1944
- Kolbovce, 21. listopadu 1944
- Vojtovce, 21. listopadu 1944
- Soľník, 21. listopadu 1944
- Korunková, 24. listopadu 1944
- Brusnica, 28. listopadu 1944
- Cimenná, 30. listopadu 1944
- Kľak, 21. leden 1945
- Ostrý Grúň, 21. leden 1945
- Kalište, 18. březen 1945

celkem 111 sídel

## Sídla na území Ukrajiny
- Kortelisy, 23. září 1942
- Český Malín, 13. července 1943, v roce 1947 se obec Frankštát, z níž pocházeli obyvatelé Českého Malína, přejmenovala na Nový Malín

celkem 459 sídel

## Sídla na území Francie
- Oradour-sur-Glane, 10. června. 1944 (článek o masakru)

## Sídla na území Itálie
- San Pancrazio, 29. června 1944